# Lepton
Leptóni (grško leptos - lahek) so ob kvarkih druga družina osnovnih delcev iz družine fermionov. Med leptone uvrščamo elektron, mion, lepton tau in pripadajoče nevtrine.
Vsi znani leptoni so bodisi nenabiti, bodisi negativno električno nabiti. Imajo polceli spin -1/2 in z razliko od kvarkov ne sodelujejo pri močni interakciji. 

## Lastnosti leptonov
Okus leptonov predstavlja par delcev, ki se imenuje šibka dvojica. V paru ima en delec veliko maso, ki ima enako ime kot okus, npr. elektron. Drug član para je nenabiti delec z zelo majhno maso, nevtrino (npr. elektronski nevtrino). Vseh šest delcev ima svoje pripadajoče antidelce (npr. pozitron ali elektronski antinevtrino). Vsi znani nabiti leptoni imajo osnovni negativni ali pozitivni električni naboj, vsi nevtrini in njihovi antidelci pa so brez naboja. Nabiti leptoni imajo lahko dve spinski stanji, nevtrini pa imajo le eno spiralnost - vsi nevtrini so levosučni, antinevtrini pa desno.
Za maso leptonov velja preprosta zveza, znana kot Koideova enačba, ne znamo pa je pojasniti.

## Razpredelnica leptonov
| Nabiti delec / antidelec           | Nabiti delec / antidelec                | Nabiti delec / antidelec | Nabiti delec / antidelec |  | Nevtrino / antinevtrino                         | Nevtrino / antinevtrino                                     | Nevtrino / antinevtrino | Nevtrino / antinevtrino |
| Ime                                | Oznaka                                  | Električni naboj         | Masa [GeV]               |  | Ime                                             | Oznaka                                                      | Električni naboj        | Masa [MeV]              |
| elektron / antielektron (pozitron) | {\displaystyle e^{-}\,/\,e^{+}}         | −1 / +1                  | 0,000511                 |  | elektronski nevtrino / elektronski antinevtrino | {\displaystyle \nu _{e}\,/\,{\overline {\nu _{e}}}}         | 0                       | < 0,0000022             |
| mion / antimion                    | {\displaystyle \mu ^{-}\,/\,\mu ^{+}}   | −1 / +1                  | 0,1056                   |  | mionski nevtrino / mionski antinevtrino         | {\displaystyle \nu _{\mu }\,/\,{\overline {\nu _{\mu }}}}   | 0                       | < 0,17                  |
| tauon / antitauon                  | {\displaystyle \tau ^{-}\,/\,\tau ^{+}} | −1 / +1                  | 1,777                    |  | tauonski nevtrino / tauonski antinevtrino       | {\displaystyle \nu _{\tau }\,/\,{\overline {\nu _{\tau }}}} | 0                       | < 15,5                  |